# Juan Samudio
Juan Eduardo Samudio Serna (Asunción, Paraguay, 14 de octubre de 1978) es un exfutbolista paraguayo que se desempeñaba como delantero. Es uno de los máximos goleadores históricos de la Primera División de Paraguay. Actualmente se encuentra retirado.

## Trayectoria
Juan Samudio es un atacante que se distingue por su muy buena capacidad goleadora sobre la base de una exquisita técnica para definir. Debutó en 1996 jugando para Libertad, con el que marcó su primer tanto el 2 de marzo de 1997 ante Guaraní, por la segunda jornada de aquel torneo Apertura. Justamente en Guaraní tuvo un breve paso durante la temporada de 1999, retornando en la siguiente a su primer amor, Libertad. Y fue en este segundo período en el que conquista sus primeros cuatro títulos de campeón, el primero de ellos en la División Intermedia, en el año 2000, categoría previa a la máxima del balompié paraguayo. En esta salió goleador de las temporadas 2002 y 2004.
En 2007, se le presenta la oportunidad de emigrar al fútbol extranjero y fue así como en el primer semestre militó en el Querétaro FC de México, aunque sin lograr éxito alguno, tal vez debido a la pobre campaña de su equipo en el torneo Clausura, en el cual descendió a la Segunda División. Regresó a su país para disputar la segunda mitad de la temporada, otra vez en Guaraní, donde concretó cinco anotaciones.
En 2008 abre el tercer capítulo de su carrera en Libertad consiguiendo sucesivos campeonatos, además de trascendentales marcas personales. El 4 de junio del mismo año alcanzó la cifra de cien goles con el que le marcó a Guaraní durante la 18.ª jornada del torneo Apertura. Más tarde, dicha cantidad le permitió lograr otro récord no menos importante cuando el 28 de septiembre de 2008, en el encuentro disputado frente a Sol de América por la 11.ª fecha del torneo Clausura, se convirtió en el máximo goleador en toda la historia del fútbol paraguayo hasta ese momento al sumar 108 anotaciones.
En 2009, a poco de finalizar el torneo Apertura en el que convirtió ocho goles, es transferido al Barcelona de Ecuador.
El 1 de agosto de 2009, durante la tercera jornada de la segunda fase de la Serie A, registra sus primeros goles con el Ídolo del Astillero. El marcador lo abrió a los 13 minutos, luego de recibir con golpe de cabeza un centro desde la derecha. Luego, cuando el primer tiempo estaba por acabar, vino la segunda conquista sobre 43 minutos de juego, nuevamente de cabeza. Recibió una habilitación por arriba de Wilson Folleco para de testa vencer otra vez al arquero. Medios locales calificaron la actuación del equipo en aquel partido como la mejor en mucho tiempo.

## Selección nacional
Ha sido internacional con la selección de fútbol de Paraguay entre el 2002 y el 2005 jugando 11 partidos, todos amistosos.

### Goles en la selección
| Resultados | Resultados | Resultados | Resultados  | Lugar         | Estadio          | Fecha              | Tipo     | Gol(es) |
| ---------- | ---------- | ---------- | ----------- | ------------- | ---------------- | ------------------ | -------- | ------- |
| Paraguay   | 1          | 0          | El Salvador | San Francisco | Candlestick Park | 2 de julio de 2003 | Amistoso | 1 gol   |

Para un total de 1 gol

## Clubes
| Club             | País     | Año       |
| ---------------- | -------- | --------- |
| Libertad         | Paraguay | 1996-1998 |
| Guaraní          | Paraguay | 1999      |
| Libertad         | Paraguay | 2000-2006 |
| Querétaro FC     | México   | 2007      |
| Guaraní          | Paraguay | 2007      |
| Libertad         | Paraguay | 2008-2009 |
| Barcelona        | Ecuador  | 2009-2010 |
| Sportivo Luqueño | Paraguay | 2011      |
| Libertad         | Paraguay | 2012      |

### Goles en la Copa Libertadores
| Resultados | Resultados | Resultados | Resultados             | Lugar    | Estadio                      | Fecha               | Temporada | Gol(es) |
| ---------- | ---------- | ---------- | ---------------------- | -------- | ---------------------------- | ------------------- | --------- | ------- |
| Libertad   | 1          | 0          | River Plate            | Asunción | Estadio Defensores del Chaco | 7 de abril de 2004  | 2004      | 1 gol   |
| Libertad   | 3          | 2          | Independiente Medellín | Asunción | Estadio Defensores del Chaco | 8 de marzo de 2005  | 2005      | 3 goles |
| Libertad   | 1          | 2          | Fluminense             | Asunción | Estadio Defensores del Chaco | 19 de marzo de 2008 | 2008      | 1 gol   |

Para un total de 5 goles.

### Goles en la Copa Sudamericana
| Resultados | Resultados | Resultados | Resultados                | Lugar     | Estadio                                | Fecha                    | Temporada | Gol(es) |
| ---------- | ---------- | ---------- | ------------------------- | --------- | -------------------------------------- | ------------------------ | --------- | ------- |
| Libertad   | 3          | 0          | Nacional                  | Asunción  | Estadio Defensores del Chaco           | 2 de octubre de 2003     | 2003      | 2 goles |
| Libertad   | 1          | 2          | Nacional                  | Asunción  | Estadio Defensores del Chaco           | 19 de septiembre de 2006 | 2006      | 1 gol   |
| Libertad   | 3          | 3          | Defensor Sporting         | Asunción  | Estadio Defensores del Chaco           | 26 de agosto de 2008     | 2008      | 3 goles |
| Barcelona  | 3          | 1          | Universidad César Vallejo | Guayaquil | Estadio Monumental Isidro Romero Carbo | 24 de agosto de 2010     | 2010      | 1 gol   |

Para un total de 7 goles.

### Barcelona de Guayaquil
| Club                     | Temporada | Liga  | Liga  | América | América | Copa  | Copa  | Total | Total |
| Club                     | Temporada | Part. | Goles | Part.   | Goles   | Part. | Goles | Part. | Goles |
| ------------------------ | --------- | ----- | ----- | ------- | ------- | ----- | ----- | ----- | ----- |
| Barcelona S.C. · Ecuador | 2009      | 12    | 6     | -       | -       | -     | -     | 12    | 6     |
| Barcelona S.C. · Ecuador | 2010      | 42    | 14    | -       | -       | 4     | 1     | 46    | 15    |
| Barcelona S.C. · Ecuador | Total     | 54    | 20    | 0       | 0       | 4     | 1     | 58    | 21    |

## Palmarés
| Título                         | Club     | País     | Año  |
| ------------------------------ | -------- | -------- | ---- |
| División Intermedia            | Libertad | Paraguay | 2000 |
| Campeonato Paraguayo de Fútbol | Libertad | Paraguay | 2002 |
| Campeonato Paraguayo de Fútbol | Libertad | Paraguay | 2003 |
| Campeonato Paraguayo de Fútbol | Libertad | Paraguay | 2006 |
| Torneo Apertura                | Libertad | Paraguay | 2008 |
| Torneo Clausura                | Libertad | Paraguay | 2008 |
| Torneo Clausura                | Libertad | Paraguay | 2012 |